# Alarcón
Alarcón község Spanyolországban, Cuenca tartományban. Alarcón Buenache de Alarcón, Cañada Juncosa, Gabaldón, Honrubia, Motilla del Palancar, Olmedilla de Alarcón, Pozorrubielos de la Mancha, Quintanar del Rey, Tébar, Valhermoso de la Fuente, Valverdejo, El Peral, Sisante, El Picazo, Casasimarro, Villalgordo del Júcar és Casas de Benítez községekkel határos. Lakosainak száma 176 fő (2024).

## Földrajz
A községközpont település a Júcar folyó kanyarulatában helyezkedik el: a folyó északról, nyugatról és délről is körülöleli a települést.

## Népesség
A település lakosságának változását az alábbi diagram mutatja:
| Lakosok száma | 193  | 182  | 176  | 191  | 189  | 149  | 148  | 148  | 151  | 176  |
|               | 2001 | 2004 | 2006 | 2009 | 2011 | 2014 | 2016 | 2019 | 2021 | 2024 |